# Türkmenistanyň Futbol Federasiýasy
Die Türkmenistan Futbol Federasiýasy (TFF) ist der Verband, der die Fußballvereine Turkmenistans zusammenfasst und die nationalen Wettbewerbe sowie die Länderspiele der Turkmenischen Fußballnationalmannschaft organisiert.